# Coptotettix brachypterus
Coptotettix brachypterus is een rechtvleugelig insect uit de familie doornsprinkhanen (Tetrigidae). De wetenschappelijke naam van deze soort is voor het eerst geldig gepubliceerd in 2013 door Zheng, Lin & Zhang.